# 安德魯·瑞吉里

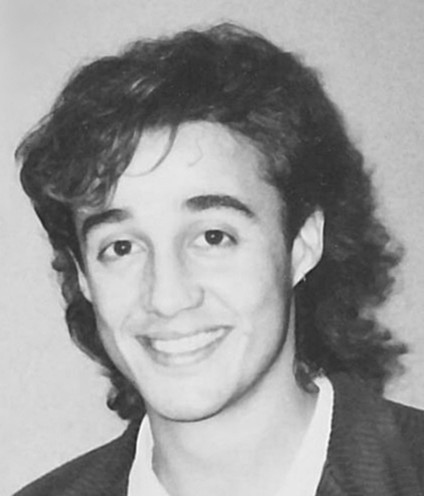
1985年的瑞吉里

安德魯·約翰·瑞吉里（英語：Andrew John Ridgeley；1963年1月26日—），英國男歌手、詞曲作者、音樂家和唱片製作人，以他在1980年代的作品聞名的二人樂隊威猛樂隊。

## 早年生活
瑞吉里出生於英格蘭薩里溫道斯漢姆，父母是Jennifer John（née Dunlop）和Alberto Mario Zacharia（後來改姓Ridgeley）；他的母親是蘇格蘭人，父親具有意大利和埃及血統。瑞吉里在Bushey、Hertfordshire長大，並就讀於Bushey Meads School。他的母親是 Bushey Heath小學的一名教師，而他的父親則在佳能工作。喬治·麥可入學時，瑞吉里自願收留他。

## 事業
經過多年在各種音樂團體中演奏，最著名的團體是The Executive， Michael 和 Ridgeley 在1981年組成了二人樂隊威猛樂隊。米高是主唱和主要詞曲作者，並演奏鍵盤，而瑞吉里則彈吉他並表演伴唱。 他們用自製的演示磁帶接觸了各種唱片公司——在 Ridgeley 的客廳裡錄製了 10 分鐘——並與 Innervision Records（由CBS唱片發行）簽約。在一張專輯之後，二人組與Epic Records/CBS唱片簽約。

## 威猛樂隊
威猛樂隊從1982年到1986年在世界範圍內享有成功，在全球銷售了超過3500萬張唱片。他們在迪克·克拉克的節目《美國舞台》中首次亮相美國，成為1980年代唯一在英國和美國排行榜上擁有三首單曲冠軍的英國藝人。
1984年，瑞吉里在9歲時鼻子骨折後接受了鼻中隔拉直手術，以改善呼吸。在英國報紙上刊登了 瑞吉里臉上纏著繃帶的照片後，威猛樂隊的經理Simon Napier-Bell編造了一個故事，說繃帶是瑞吉里在一家夜總會被擊中鼻子的結果。經過幾天的小報頭條新聞，真正的原因被揭示了。
1984年，威猛樂隊兩個英國單曲榜排名第一，並在當年與流行音樂對手杜蘭杜蘭競爭英國最大的流行音樂表演。為此，Napier-Bell設計了一個宣傳計劃，他相信這會使他們成為主要的國際明星：1985年4月，他拍攝了威猛樂隊到中國進行為十天的訪問。他們在威猛樂隊時獲得了全球媒體的廣泛關注。成為第一個在中國演出的西方流行樂隊，先是在香港進行兩場熱身表演，然後在北京工人體育館舉行表演，最後，在廣州的一場演出。這次訪問被記錄為一部名為《威猛樂隊在中國：國外的天空》。1985 年，Ridgeley 與其他伴唱者一起在Live Aid慈善音樂會上演出，而米高則與艾爾頓·約翰一起演出。
到1985年，瑞吉里在小報上聲名鵲起，成為夜總會醉酒的派對動物。英國小報稱他為“動物安迪”和“蘭迪安迪”。1985年Live Aid音樂會結束時，他因行為野蠻而被勒令離開官方派對。1986年，“The Edge of Heaven”成為威猛樂隊的第四張也是最後一張英國排名第一的單曲。 由於邁克爾渴望進入更成熟的市場，兩人於 1986年6月28日星期六在溫布利大球場 舉行了一場名為《決賽》的告別音樂會後解散。

## 慈善工作
瑞吉里曾多次參加 Dallaglio Cycle Slam，這是一項為Dallaglio Rugby Works舉辦的慈善自行車騎行活動，該活動由前英格蘭橄欖球隊隊長 勞倫斯·達拉格於2009年成立，旨在幫助年輕人以積極的方式應對橄欖球生活。

## 外部連結
- 安德魯·瑞吉里的X（前Twitter）
- 安德魯·瑞吉里在互联网电影资料库（IMDb）上的資料（英文）